# (72604) 2001 FK15
(72604) 2001 FK15 – planetoida z pasa głównego asteroid okrążająca Słońce w ciągu 5,29 lat w średniej odległości 3,04 j.a. Odkryta 19 marca 2001 roku.